# Гармашева, Наталья Леонидовна
Наталья Леонидовна Гармашева (1910—1990) — советская учёная в области патофизиологии и эмбриологии, одна из основоположников отечественной перинатологии, доктор медицинских наук, профессор. Лауреат Государственной премии СССР (1968).

## Биография
Родилась 9 июля 1910 года в Одессе.
С 1925 по 1930 год обучалась в Одесском государственном медицинском институте. 
С 1934 по 1937 год на научно-исследовательской работе в Ленинградском филиале Всесоюзного института экспериментальной медицины в качестве научного сотрудника отдела биофизики, занималась исследованиями в области патофизиологии электронаркоза. С 1937 по 1938 год на исследовательской работе в Ленинградском стоматологическом институте в качестве научного сотрудника Лаборатории патофизиологии, занималась исследованиями в области патофизиологии полости рта. 
С 1938 по 1948 год на научно-преподавательской работе в 3-м Ленинградском медицинском институте (с 1940 года — Военно-морская медицинская академия) в качестве ассистента и доцента кафедры патологической физиологии под руководством профессора В. С. Галкина, где занималась изучением инфекционного эндометрита. С 1941 по 1945 год в период Великой Отечественной войны помимо основной деятельности являлась руководителем клинической лаборатории эвакогоспиталя №1015. С 1938 года одновременно с педагогической занималась и научно-исследовательской работой в Центральном институте акушерства и гинекологии Наркомата здравоохранения СССР (с 1948 года — Институт акушерства и гинекологии АМН СССР в качестве руководителя патофизиологической лаборатории и являлась заместителем директора этого института по научной работе.

### Научно-педагогическая деятельность и вклад в науку
Основная научно-педагогическая деятельность Н. Л. Гармашевой была связана с вопросами в области патофизиологии, занималась исследованиями в области изучения методов диагностики и лечения нарушений внутриутробного развития. Н. Л. Гармашева, совместно с профессором П. Г. Светловым являлась разработчиком нового научного направления в эмбриологии — медицинской эмбриологии. Н. Л. Гармашева являлась — членом Правления Всесоюзного общества патофизиологов и председателем Ленинградского общества патофизиологов, создатель и первый председатель научной секции перинатальной медицины Ленинградского общества акушеров-гинекологов и педиатров (с 1972). Н. Л. Гармашева являлась экспертом-консультантом Всемирной организации здравоохранения по отделению «Репродуктивная функция человека». Н. Л. Гармашевой впервые было сформулировано положение, где плод рассматривался как равноправный пациент.
В 1939 году защитила кандидатскую диссертацию по теме: «О влиянии сенсибилизации на нервно-дистрофические процессы в полость рта», в 1946 году — докторскую диссертацию на соискание учёной степени доктор медицинских наук по теме: «Экспериментальный инфекционный эндометрит». В 1956 году ВАК СССР ей присвоено учёное звание профессор. Н. Л. Гармашева являлась автором более двухсот научных трудов, в том числе  монографий: «Инфекционный эндометрит» (1947), «Плацентарное  кровообращение» (1967), «Введение в перинатальную медицину» (1978; за которую она была в 1981 году удостоена Премии АМН СССР имени В. Ф. Снегирёва), «Патофизиологические основы охраны внутриутробного развития человека» (1985). Под её руководством было защищено пятнадцать докторских и тридцать пять кандидатских диссертаций.

## Основные труды
- О влиянии сенсибилизации на нервно-дистрофические процессы в полость рта. - Ленинград : ГИДУВ, 1939.
- Экспериментальный инфекционный эндометрит / Н. Л. Гармашева ; Под ред. и с предисл. проф. В. С. Галкина ; Центр. ин-т акушерства и гинекологии М-ва здравоохранения СССР. - Ленинград : тип. им. Котлякова, 1947. - 172 с.
- Вопросы акушерства и гинекологии / Под ред. проф. Н. Л. Гармашевой. - Москва : изд-во и тип. Изд-ва Акад. мед. наук СССР, 1950. - 187 с.
- Рефлекторные реакции во взаимоотношениях материнского организма и плода / Н. М. Андрияшева, Т. П. Баккал, С. М. Беккер, Н. Л. Гармашева и др.; Под ред. проф. Н. Л. Гармашевой. - [Ленинград] : Медгиз. Ленингр. отд-ние, 1954. - 268 с.
- Патофизиология внутриутробного развития / Под ред. проф. Н. Л. Гармашевой. - Ленинград : Медгиз. Ленингр. отд-ние, 1959 [вып. дан. 1960]. - 323 с.
- Женщине о внутриутробном развитии ребенка / проф. Н. Л. Гармашева. - Москва : Медицина, 1965. - 24 с.
- Плацентарное кровообращение / Акад. мед. наук СССР. - Ленинград : Медицина. Ленингр. отд-ние, 1967. - 243 с.
- Женщине о внутриутробном развитии ребенка. - 2-е изд. - Москва : Медицина, 1973. - 24 с
- Введение в перинатальную медицину. - Москва : Медицина, 1978. - 294 с.
- Патофизиологические основы охраны внутриутробного развития человека / Н. Л. Гармашева, Н. Н. Константинова. - Л. : Медицина : Ленингр. отд-ние, 1985. - 159 с[3]

## Награды
- Орден «Знак Почёта»
- Медаль «За трудовую доблесть»
- Медаль «За оборону Ленинграда»
- Медаль «За победу над Германией в Великой Отечественной войне 1941—1945 гг.»
- Медаль «За доблестный труд в Великой Отечественной войне 1941—1945 гг.»[1]
- Государственная премия СССР (1968 — «за цикл работ по антенатальной профилактике заболеваемости плода и перинатальной смертности»)[4]
- Премия АМН СССР имени В. Ф. Снегирёва (1981 — за монографию «Введение в перинатальную медицину»[1]